# Croton curvipes
Espèce
Classification APG III (2009)
Croton curvipes est une espèce de plantes à fleurs du genre Croton et de la famille des Euphorbiaceae, présente au nord ouest d'Haïti.